# Bollettino ufficiale (Giappone)

Logo del Kanpō

Il Bollettino Ufficiale, noto anche come Kanpō (in giapponese 官報?, "Rapporto ufficiale"), è la gazzetta ufficiale del governo giapponese. La sua pubblicazione ufficiale iniziò nel 1883, presso l'Ufficio stampa nazionale del Ministero delle finanze.
Storicamente, i giapponesi facevano affidamento sul kōsatsu, una targa di legno posta presso lo shukuba e altri luoghi importanti, per apprendere le proclamazioni fatte dallo shogun o dal daimyo locale. Con il miglioramento del tasso di alfabetizzazione e l'emergere della nazione moderna sotto il governo Meiji, il kōsatsu fu abolito nel 1873 e infine sostituito dal Kanpō, l'odierna gazzetta ufficiale giapponese, presente anche su internet.